# Schlacht bei Borodino
Wilkomir – Grodno – Mir – Ekau – Riga – Mogiljow – Ostrowno – Kobrin – Kljastizy – Gorodeczno – Smolensk – Polozk I – Walutino – Borodino – Moschaisk – Tarutino – Malojaroslawez – Polozk II – Wjasma – Dorogobusch – Tschaschniki – Ljachowo – Smoljany – Kaidanow – Krasnoi – Borissow – Beresina
Die Schlacht bei Borodino (auch: Schlacht bei Moschaisk, französisch Bataille de la Moskowa, russisch Бородинское сражение) war eine Schlacht des napoleonischen Russlandfeldzuges. Am 26. Augustjul. / 7. September 1812greg. lieferten sich bei Borodino die von Napoleon geführte französische Grande Armée und die russische Armee unter General Kutusow eine der blutigsten Schlachten des 19. Jahrhunderts.

## Vorgeschichte
Der russische Oberbefehlshaber, Kriegsminister Michael Barclay de Tolly, hatte seine Armeen nach der französischen Invasion immer rechtzeitig größeren Schlachten entzogen und setzte auf planmäßigen Rückzug als Verteidigungsstrategie, die die Weite des Landes ins Spiel brachte. Nach der Niederlage bei Smolensk zog sich General Barclay de Tolly weiter zurück und erreichte mit seinen Truppen am 29. August Zarjowo Saimischtsche, wo er mit dem Ausbau von Stellungen für eine Schlacht begann. Am selben Tag stieß Kutusow zur Armee und befahl, den Ausbau der Stellungen zu beschleunigen. Am Nachmittag des nächsten Tages gab er den Befehl zum Rückzug. Zar Alexander hatte Fürst Michail Kutusow am 20. August zum Oberbefehlshaber ernannt, nachdem man am russischen Hofe vom Zaren immer öfter verlangt hatte, den Rückzug zu beenden und alles daran zu setzen, die ehemalige Hauptstadt Moskau vor den Franzosen zu retten.
Am 31. August erreichte die russische Armee Gschatsk und begann mit dem Ausbau von Verschanzungen. Am nächsten Tag gab Kutusow erneut den Befehl zum Rückzug und stellte sich mit seinen Truppen bei Borodino der Grande Armée Napoleon Bonapartes und dessen Verbündeten. Borodino liegt an der alten Straße von Smolensk nach Moskau, etwa 115 Kilometer westlich der russischen Hauptstadt in der hügeligen Landschaft der Mittelrussischen Platte.
General Kutusow verfügte über etwa 120.000 Mann Infanterie und Kavallerie sowie 640 Kanonen. Das unübersichtliche, stark bewaldete und mit Gestrüpp bewachsene Gelände, das dazu noch von Schluchten und Höhenrücken durchzogen war, ausnutzend, hatte Kutusow seine Truppen südlich und nordöstlich von Borodino aufgestellt. Am rechten Flügel, im Norden, hielt Barclay mit 75.000 Mann eine Anhöhe, die, durch Schanzen verstärkt, von den Franzosen die Große Schanze genannt wurde. Dahinter kam eine Senke, daran anschließend waren Fleschen aufgeworfen. Diese waren besetzt von einer Division der 2. Westarmee unter Fürst Bagration, der insgesamt 30.000 Mann zur Verfügung hatte. Nach Süden schloss sich das stark bewaldete Gelände oberhalb des Dorfes Utiza an, wo das russische 3. Infanteriekorps den linken Flügel der Armee Kutusows deckte.
Die Armee Napoleons hatte eine Stärke von rund 128.000 Mann, davon etwa 28.000 Mann Kavallerie und 16.000 Kanoniere mit 587 Kanonen. Die Armee bestand zu einem großen Teil aus Polen, Württembergern, Westfalen, Sachsen, Kroaten und Bayern.
Bereits am 5. September war es zu Kämpfen um die vorgelagerte Schanze von Schewardino gekommen, die von den Franzosen erobert wurde. Die russischen Verluste betrugen 6000 Mann, der russische General Krasnow wurde tödlich verwundet. Die Verluste auf französischer Seite betrugen 4000 Mann. Am Morgen des 7. September lasen die Offiziere ihren Truppen die Proklamation vor, die Napoleon am Abend zuvor verfasst hatte: „Soldaten, das ist die Schlacht, die ihr so sehr gewünscht habt! Von euch hängt nun der Sieg ab. Wir brauchen ihn. Er wird uns reichlich Nahrung und gute Winterquartiere verschaffen und eine rasche Heimkehr ins Vaterland ermöglichen. Kämpft wie bei Austerlitz, Friedland, Witebsk und Smolensk. Möge die fernste Zukunft euer Verhalten an diesem Tag rühmen. Möge man von jedem von euch sagen: Er war bei der großen Schlacht vor den Toren Moskaus dabei!“ Da Napoléon seine Garde mit etwa 19.000 Mann nicht einsetzte, war die russische Armee auf dem Schlachtfeld zahlenmäßig überlegen.

## Die Schlacht

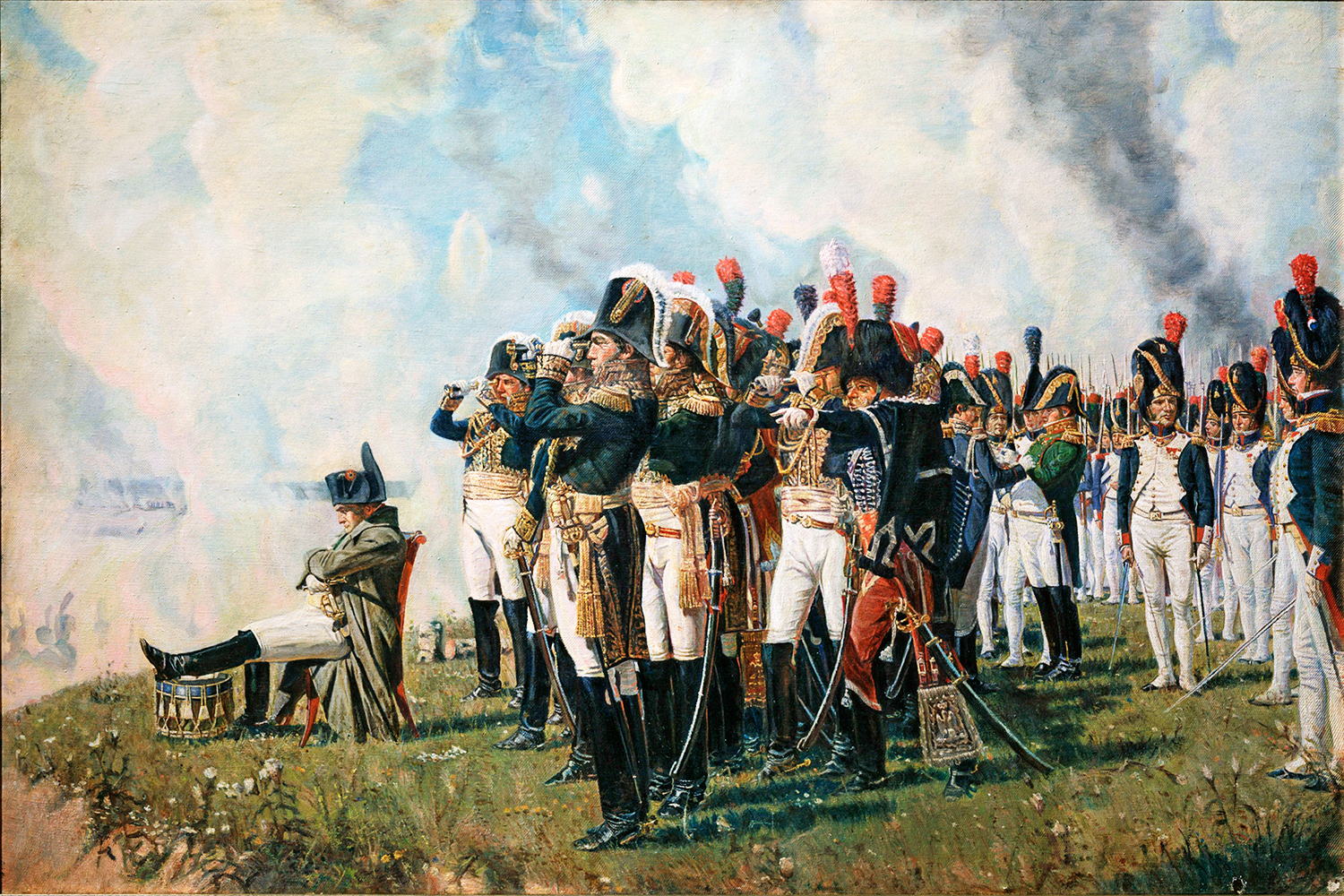
Napoleon bei Borodino. Gemälde des russischen Malers Wassili Wereschtschagin, 1897

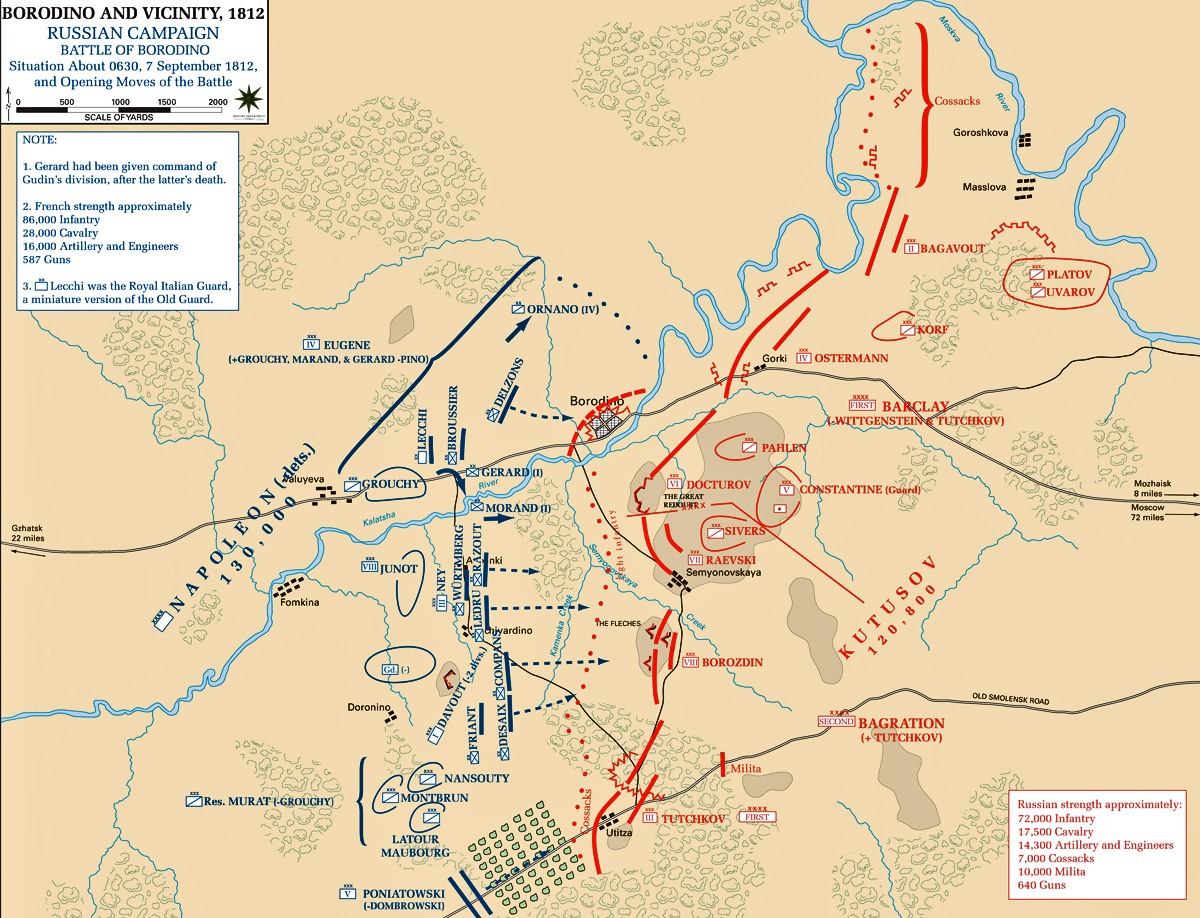
Die Aufstellung der französischen und russischen Truppen am Morgen des 7. Septembers 1812

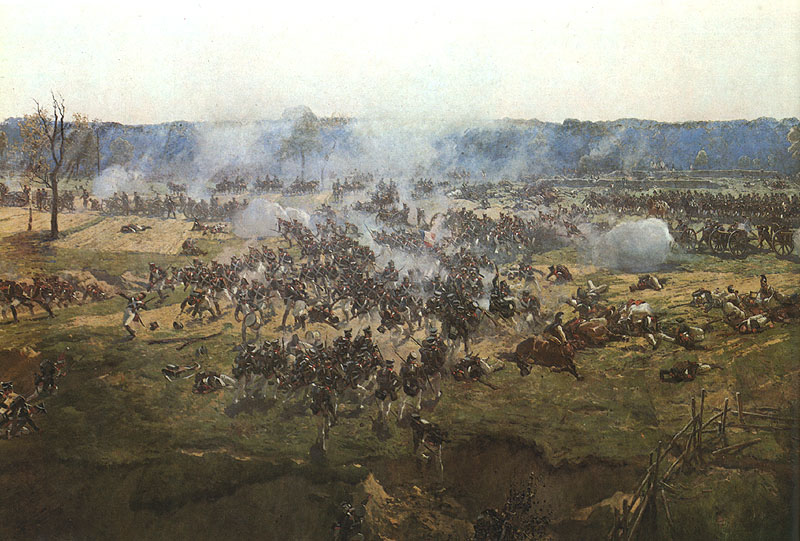
Französischer Sturm auf die Fleschen südwestlich von Semjonowskoje

### Erste Angriffsphase
Bereits im Morgengrauen des 7. September leiteten orthodoxe Priester eine religiöse Prozession, die von General Kutusow angeordnet worden war, um die Kampfmoral der russischen Verbände zu stärken. Kutusow hatte die Nacht im Dorf Tatarinowo verbracht und ritt in die Nähe des Dorfes Gorki, von wo er mit seinem Stab die Führung übernahm. Hier war der rechte Flügel der 1. Westarmee mit dem 2. und 4. Infanteriekorps unter General Ostermann-Tolstoi und Baggehufwudt aufmarschiert, der sich zwischen dem Flusswinkel der Kalotscha und der Moskwa konzentrierte und zusätzlich durch die Kavalleriekorps unter Baron Korff und General Uwarow gedeckt war. 
Napoleons Schlachtplan sah vor, mit dem IV. Armeekorps unter dem Vizekönig von Italien, Eugène de Beauharnais, das als linker Flügel nördlich der Straße nach Moskau stand, zunächst einen Ablenkungsangriff gegen das Dorf Borodino zu führen. Napoleon wollte Kutusow glauben machen, dies sei der Hauptstoß, mit dem Ziel der Umfassung des russischen rechten Flügels. Der Hauptangriff sollte aber später in der Mitte mit dem I. Armeekorps unter Marschall Davout gegen die Front des Fürsten Bagration vorgetragen werden, während die Kavallerie des V. Armeekorps unter Poniatowski den linken Flügel der Russen bei Utiza umgehen sollte, um diesen in den Rücken zu fallen. Um 5:30 Uhr befahl Napoleon, das Feuer zu eröffnen.
Prinz Eugène ging mit dem französischen IV. Korps gegen Borodino vor, während das I. und III. Armeekorps der Marschälle Davout und Ney mit der Infanterie die Flèches angriffen, deren Lünetten südwestlich des Dorfes Semjonowskoje aufgerichtet worden waren. Hier gegenüber verteidigten die Truppen des russischen 7. und 8. Infanteriekorps unter den Generalen Rajewski und Borosdin. Die Flèches wurden zunächst von General Woronzows 2. Grenadier-Division, von Neverowskis 27. Infanterie-Division und durch die 2. Kürassier-Division unter General Duka verteidigt.
Die französischen Divisionen von Dessaix und Compans, unterstützt von 102 Kanonen, griffen die Flèches direkt an und wurden von russischen Kartätschen eingedeckt. Die Franzosen setzten ihren Angriff fort, obwohl Compans bereits verwundet war. Marschall Davout sah die Verwirrung und führte persönlich das 57. Linienregiment als Verstärkung nach vorn. Wie verlustreich die Kämpfe jetzt verliefen, wurde Napoleon schnell bewusst, nachdem Davouts Pferd unter diesem erschossen worden war. Der Kaiser ersetzte seinen zunächst unauffindbaren Marschall durch General Rapp. Dieser wurde zum zweiundzwanzigsten Mal in seiner Laufbahn verwundet und durch General Dessaix ersetzt, der ebenfalls nach kurzer Zeit verwundet wurde.
Truppen des V. Armeekorps, vorwiegend Polen unter General Poniatowski, hatten am rechten Flügel das Dorf Utiza beim ersten Angriff gestürmt. Generalleutnant Tutschkow, Kommandeur des russischen 3. Infanteriekorps konnte es um 8.00 Uhr zurückerobern. Verstärkungen des VII. Armeekorps mit Westfalen wurden herangeführt; sie konnten Utiza erneut stürmen, das von den Russen darauf in Brand gesetzt wurde. An diesem Abschnitt konnten bis zum Ende der Schlacht auf beiden Seiten keine weiteren Fortschritte gemacht werden.
Neys vordere Divisionen (Division Razout und Ledru) hatten unterdessen die südliche Geschützstellung der Flèches gestürmt und hielten sie gegen die Gegenangriffe der russischen Truppen. Die Abwehr der Russen an der Flèche wurde massiv durch Artillerie aus dem Dorf Semjonowskoje unterstützt, deren Höhenstellung das ganze Ufer der Kalotscha beherrschte. Die Masse der 2. Grenadier-Division wurde hinter dem Dorf Semjonowskoje nach vorne gezogen. General Woronzow führte mehrere Gegenangriffe, er wurde dabei schwer verwundet und seine gesamte Division stark dezimiert. Newerowskis Truppen unterstützten die Grenadiere so gut wie möglich. Napoleon war von der Hartnäckigkeit der Russen überrascht, die auch auf verlorenem Posten noch weiterkämpften, während sich in den vergangenen Jahren Österreicher und Preußen unter solchen Umständen ergeben oder zurückgezogen hatten. Napoleon sagte über die russischen Infanteristen: „Sie sind Festungen, die man mit Kanonen zerstören muss.“
Napoleon entlastete Ney durch Gegenattacken der Reservekavallerie unter persönlicher Führung von Marschall Joachim Murat. Murats Reiterei versuchte, die Flèches zu umgehen, um Bagrations Infanterie von der Flanke anzugreifen, war aber sofort mit russischen Kürassieren und den Abwehr-Karrees der 27. Division unter General Newerowski konfrontiert. Die Franzosen führten nacheinander sieben Angriffe gegen die Flèches und wurden jedes Mal im Nahkampf wieder zurückgeworfen. Die Kürassiere unter General Duka warfen die deutsche und polnische leichte Kavallerie zurück, auch die württembergische Infanterie der vorgezogenen Division Marchand wurde zurückgeworfen. Napoleon schickte Davout zusätzlich die 2. Division unter General Friant zur Hilfe, die kurzfristig in die Flèches eindrang, aber durch russische Gegenangriffe wieder hinausgedrängt wurde. Auch Bagrations Truppen wurden rechtzeitig durch die 3. Infanteriedivision unter General Konownitzin verstärkt. Fürst Bagration führte persönlich mehrere Gegenangriffe an, dabei wurde er gegen 11:00 Uhr durch einen Schuss am Bein schwer verwundet. Kutusow übertrug daraufhin General Dochturow, dem Kommandeur des 6. Infanteriekorps, die Führung am linken Flügel.

### Zweite Angriffsphase

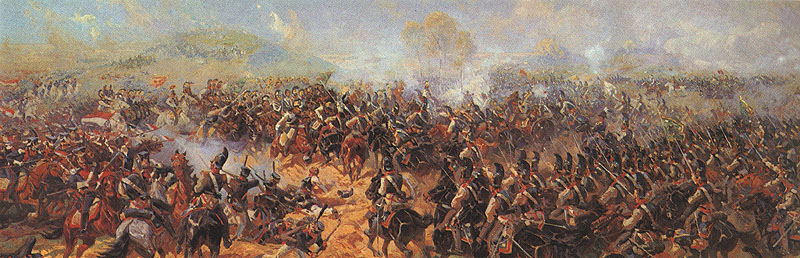
Der Angriff auf die Rajewski-Schanze. Gemälde von Franz Roubaud, 1913

Eugenes Truppen (Division Delzons) hatten derweil Borodino gestürmt und nahmen von dort aus die Große Redoute unter Feuer. Anstelle von Dochturow hatte General Kapzewitsch das Kommando über das 6. Infanteriekorps übernommen. Gegen 11.00 Uhr startete der Vizekönig mit den französischen Divisionen Broussier, Morand und Gérard einen massiven Frontalangriff gegen die von Rajewskis Truppen gehaltene Große Redoute. Der französische General Bonamy wurde beim Kampf um die Schanze schwer verwundet und geriet in Gefangenschaft. Unterdessen war Baggehufwudts 2. Infanteriekorps vom rechten Flügel abgezogen und nach links zur Verstärkung der Südflanke umgruppiert worden. Die 4. Division des Prinzen Eugen von Württemberg verstärkte das schwer bedrängte 7. Infanteriekorps, während die 17. Division unter General Olsufjew südwärts nach Utiza zur Verstärkung des 3. Infanteriekorps marschierte. General Nikolaj Tutschkow war schwer verwundet, General Stroganow, Kommandeur der 1. Grenadier-Division, übernahm vorerst das Kommando. Fürst Poniatowski hatte unterdessen zwar den russischen linken Flügel zurückgedrängt, kam aber im dichten Buschwerk auf der Anhöhe dahinter unter schweres Feuer der Russen, so dass es unmöglich war, die geplante Umfassung durchzuführen. Somit war die Schlacht nur noch durch Artillerieduelle und Frontalangriffe weiterzuführen, im Kampf Mann gegen Mann, was auch geschah. General Baggehufwudt übernahm dann die Führung im Raum Utiza.

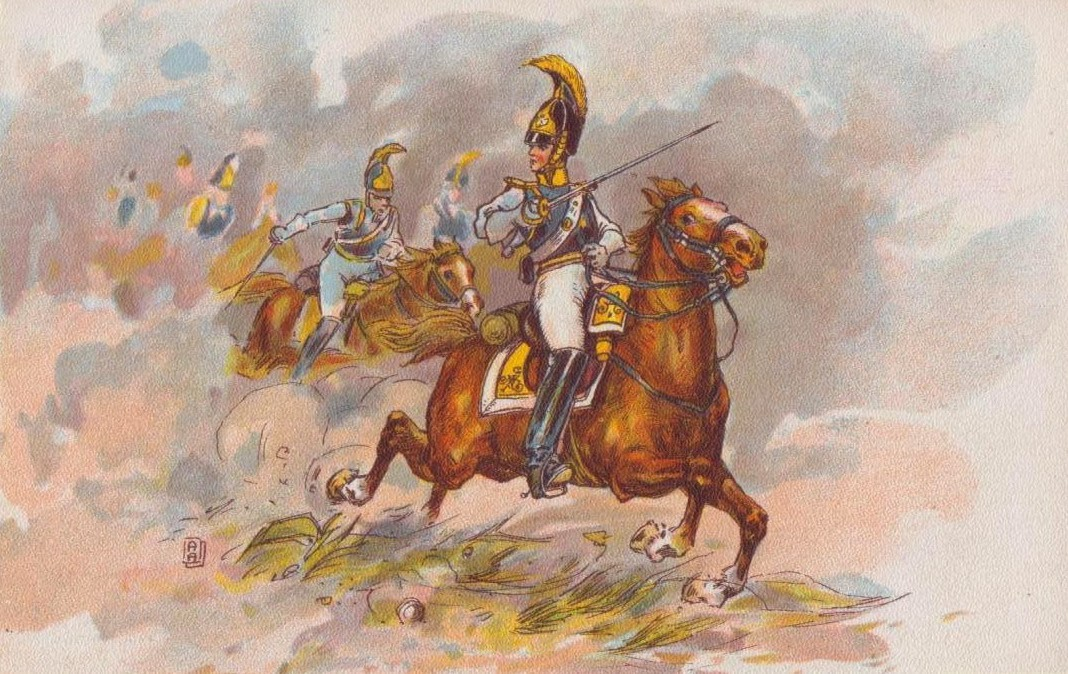
Gemeiner des Kürassierregiments Astrachan

Noch während Napoleon überlegte, ob er Ney verstärken sollte, kam eine Meldung vom linken Flügel. Es war gegen Mittag, als der Vizekönig Eugene den Befehl erhielt, einen weiteren Angriff gegen die Rajewski-Redoute anzusetzen, die vom russischen 6. und 7. Infanteriekorps verteidigt wurde. Kutusow hatte inzwischen seiner am rechten Flügel konzentrierten Kavalleriereserve unter General Uwarow und Kosaken unter Platow erlaubt, ihrerseits die feindliche Front zu umfassen. Etwa 8000 Kavalleristen, unterstützt von 12 leichten Geschützen, wurden dabei eingesetzt. Uwarows Reiterei schwenkte nach Südwesten und Süden ein, während Platows Kosaken nach Westen vorgingen und schließlich in die unverteidigte Rückseite von Eugenes Armeekorps einbrachen. Das plötzliche Auftauchen starker russischer Kavallerie in der Nähe des Trains und des Hauptquartiers des Kaisers verursachte bei den Franzosen Bestürzung und veranlasste Eugène, seinen Angriff abzubrechen und seine Reserven zurückzuziehen, um dieser Bedrohung entgegenzutreten. Da Platow und Uwarow ohne Infanterie-Unterstützung nichts mehr ausrichten konnten, rückten sie erfolglos hinter ihre eigenen Linien zurück. Der Angriff des französischen IV. Armeekorps auf die Rajewski-Redoute wurde durch diesen Kavallerie-Raid um zwei Stunden verzögert. Während dieser Stunden gewannen die Russen Zeit, um Verstärkungen zur bereits ausgedünnten Frontlinie zwischen der 1. und 2. Westarmee zu etablieren.

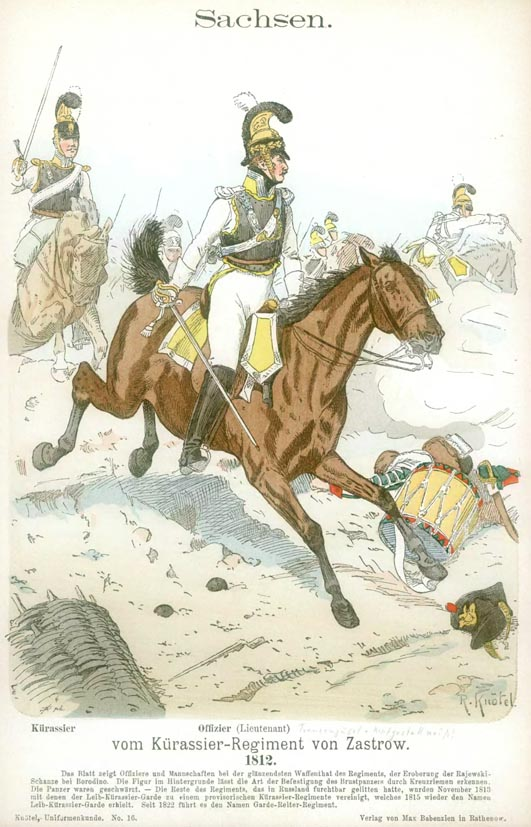
Sächsisches Kürassier-Regiment Zastrow beim Angriff auf die Rajewski-Schanzen

Der Tod Caulaincourts beim Angriff auf die Große Schanze

Gegen Mittag ließ Napoleon den Angriff auf die Große Redoute erneuern; jetzt wurden die Divisionen des Vizekönigs unterstützt von General Chastels leichter Kavallerie-Brigade zur Linken und dem II. Kavallerie-Korps zur Rechten. Als Murats Kavallerie auf dem linken Flügel der Großen Redoute einbrach, griff auch die Infanterie des Vizekönigs von Italien die Rajewski-Schanze an. Hier verteidigte sich die russische 26. Division unter General Paskewitsch mit großer Tapferkeit und verlor dabei fast die ganze Mannschaft, bevor sie durch Truppen unter Jermolow, Graf Kutaissow und Wassiltschikow verstärkt wurde. Für den Abwehrkampf wurde auch die frische 24. Division unter General Lichatschow vorgezogen. Murats Kavalleriemassen mussten sich zurückziehen, und die 2. Infanteriedivision unter Friant wurde wieder angesetzt, um die sogenannte 4. Flesche und das Dorf Semjonowskoje anzugreifen. Nach und nach wurde auch Tolstois 4. Infanteriekorps vom rechten Flügel nach Süden umgruppiert und stellte sich Friant gegenüber, der Semjonowskoje gestürmt hatte.
Napoleon erhielt eine Nachricht von Ney, der darum bat, dass ihm die ganze Reserve, das heißt die Kaiserliche Garde, zu den Flèches gesandt werde, um dort den entscheidenden Durchbruch durch die russische Mitte zu erzwingen. An sich war dieser Vorschlag vernünftig und der einzig mögliche Weg, diese Schlacht mit einem Sieg zu beenden, da die Truppen von Ney und Murat sich zwar hervorragend geschlagen hatten, aber erschöpft waren und dringend verstärkt werden mussten. Marschall Bessières, der Kommandeur der Garde-Kavallerie, fragte den Kaiser: „Wollen Sie 2.600 Kilometer von Paris Ihre letzten Reserven riskieren?“ Also half Napoleon Ney nur eingeschränkt, indem er noch mehr Geschütze auf die Flèches feuern ließ, bis es schließlich insgesamt 400 waren.
Das russische Artilleriefeuer forderte jetzt vom Gegner immer höhere Verluste. Friant, der bereits bei Smolensk verletzt worden war, wurde erneut verwundet. Nachdem am Mittag die Schanze hatte erobert werden können, musste man sich nach einem russischen Gegenangriff wieder zurückziehen. Jetzt wurde Latour-Maubourgs IV. Kavalleriekorps rechts und hinter Montbruns Kavallerie vorgezogen und zur Attacke gegen die große Redoute angesetzt. In der ersten Reihe ritten die Sächsischen Garde du Corps, gefolgt von dem Kürassier-Regiment Zastrow (General Thielmann) und dahinter die polnischen Kürassiere und die Ulanen-Regimenter unter General Rozniecki. Die Sachsen, Westfalen und Polen ritten gegenüber den Truppen Friants vor; sie griffen zunächst Tolstois Infanterie an. Die frisch eingerückte russische Infanterie begrüßte den Feind mit einem Kugelhagel, ihre Salven verwüsteten die vorderen Reihen der Sachsen. Die durchgebrochenen Reiter stürmten zwischen die Felder weiter und trafen auf die russischen Dragoner und Husaren der Generale Kreutz und Sievers, die die Sachsen und Westfalen zum Rückzug zwangen. Bei den letzten Attacken gegen die „Große Schanze“ wurde auch General Montbrun tödlich verwundet. Napoléon ersetzte ihn durch General Auguste de Caulaincourt. Weitere französische Kavallerieangriffe folgten. Erst am Nachmittag konnte die Schanze durch Kavallerie und Infanterie aus den Korps von Ney und Eugène endgültig erobert werden, dabei wurde aber auch Caulaincourt tödlich verwundet. Die Russen wurden zurückgeschlagen. Napoleon, angesichts des Widerstandes der Russen vorsichtig geworden, erlaubte seinen Truppen jedoch nicht die Verfolgung des Gegners.

## Verluste
Die Verlustzahlen weichen in den Quellen erheblich voneinander ab. Die höchsten Einschätzungen entsprechen aber oftmals nicht mehr dem aktuell überwiegend von den Historikern vertretenen Zahlen. Die DDR-Militärhistoriker Helmert und Usczeck gaben die französischen Verluste mit 58.000 von 135.000, die russischen mit 44.000 von 128.000 an. Ludwig Renn wiederum schrieb von 50.000 (von 130.000) französischen Verlusten und 58.000 (von 120.000) auf russischer Seite. Dass somit (fast) die Hälfte der russischen Armee vernichtet war, bestätigte auch Eugen Tarlé. Das Militärhistorische Museum in Minsk sprach noch 1987 in seiner Ausstellung von 28.000 Toten (von 130.000) auf französischer und 52.000 (von 120.000) auf russischer Seite. Exakt diese Opferzahlen bestätigte 2008 das Landesmuseum Kassel (in seiner Ausstellung über König Lustik und den Modellstaat Westphalen), als auch von westfälischen Opfern des Russlandfeldzugs die Rede war (westfälische Kürassiere kämpften in der Schlacht von Borodino an den Rajewski-Schanzen).

### Auf russischer Seite
Die Verluste auf russischer Seite beziffern die meisten Autoren heute auf 39.000 bis 45.000 Mann. Ältere Zahlen betragen bis zu 58.000 Mann.
Die russischen Generäle Bagration, Alexander Kutaisow, Nikolai und Alexander Tutschkow, Iwan Krasnow sowie Boris Golizyn wurden getötet oder tödlich verwundet, 21 weitere Generäle wurden verwundet, fünf davon nur leicht und blieben im Dienst. Der verwundete General Lichatschow geriet in Gefangenschaft. Auf russischer Seite kämpften auch deutsche, schwedische, österreichische und sogar französische Offiziere. Der Generalmajor in russischen Diensten Prinz Karl August Christian zu Mecklenburg wurde bei Borodino verwundet, ebenso General Saint Priest. Die deutschen Offiziere Klinger und Lamsdorf, Adjutanten von Barclay de Tolly, wurden getötet, wie auch eine Reihe weiterer ausländischer Offiziere in russischen Diensten. Nur 2.000 Mann wurden gefangen genommen.

### Auf französischer Seite
Die Verluste der französischen Armee sind aufgrund des Verlustes eines Großteils der Dokumentation beim Rückzug aus Russland schwer zu ermitteln. Einige Historiker beziffern sie auf 30.000 bis 35.000 Mann. Dabei gibt es mindestens 460 gefallene namentlich aufgeführte Offiziere, ihre Gesamtzahl wird heute auf 480 geschätzt.
Bernhardi gibt die Verluste der französischen Armee mit 28.086 Mann an. Er hält diese Zahl für zu niedrig, lässt sie aber für die eigentliche Schlacht von Borodino gelten, obwohl die französischen Angaben, die er zitiert, die Schlacht bei Schewardino einschließen. Der französische Chefchirurg Larrey gab die Zahl der Toten auf französischer Seite, einschließlich der Schlacht bei Schewardino, mit 9.000 Mann an (nach Bernhardi).
Nach Bodart verloren die Franzosen die Divisionsgeneräle Graf Caulaincourt, Graf Montbrun und Graf Tharreau ferner die Brigadegeneräle Compere, Huard, Lanabere, Marion, Marchand-Plauzonne und Romeuf. 
Das Korps unter Junot verlor bis zu 3.000 Westfalen. General Damas wurde getötet, die Generale von Lepel und Tharreau tödlich verwundet, General Hammerstein und Oberst von Borstel wurden verwundet. Auch die württembergischen Generale von Breuning und von Scheeler wurden verwundet, ebenso der bayerische General Dommanget. Insgesamt wurden auf französischer Seite elf Generale getötet und 18 verwundet. General Bonamy geriet in Gefangenschaft. Die sächsische Kavalleriebrigade Thielmann wurde fast vollständig aufgerieben.
Dominique Jean Larrey, der französische Oberfeldscher, musste während der Schlacht und in den darauf folgenden Stunden 200 Arme und Beine amputieren. Auf russischer Seite leitete der Leibarzt des Zaren, der Schotte James Wylie, die Versorgung der Verwundeten. Nach Britten-Austin zählte man später 58.521 tote Soldaten und 35.478 tote Pferde. Die Zahl der toten Pferde zeigt die entscheidende Beteiligung der Kavallerie in dieser Schlacht. Napoleon verlor den größten Teil seiner noch verbliebenen Kavallerie und musste Kavallerieeinheiten zu Fuß bilden.

## Fazit

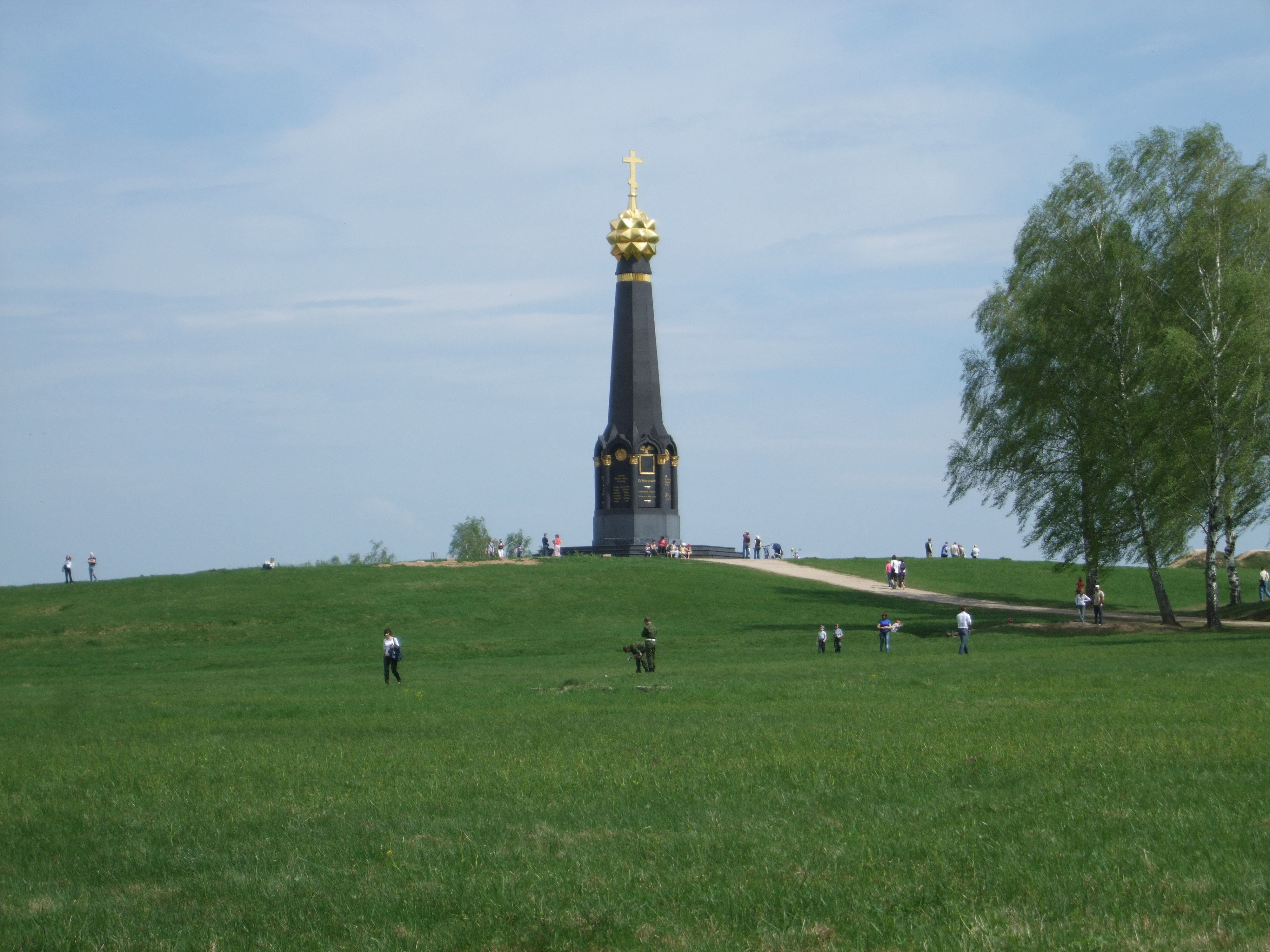
Der Borodino-Obelisk auf dem ehemaligen Schlachtfeld

Da das Kampffeld nach dem geordneten russischen Rückzug in französischer Hand blieb, ist die Schlacht als taktischer Sieg der Franzosen zu werten. Deren hohe Verluste wogen jedoch wegen ihrer Unersetzlichkeit deutlich schwerer als die russischen. Zwar stand nun für Napoleon der Weg nach Moskau offen, er verpasste jedoch in einer Situation, in der die Zeit dramatisch gegen ihn spielte, einen überlegenen entscheidenden Sieg, der den Gegner vielleicht bewogen hätte, zu verhandeln. In strategischer Hinsicht war der Ausgang der Schlacht von Borodino für Napoleon ungünstig.
Die Schlacht von Borodino hatte Napoleon gewonnen, aber seine Entscheidung, weiter nach Moskau zu marschieren und dort mehr als einen Monat auf Verhandlungen zu warten, führte schließlich zu seiner Niederlage im Russlandfeldzug.

## Zeitzeugenberichte
Der Schlachtenmaler Albrecht Adam (1786–1862) begleitete Napoleons Stiefsohn Eugène de Beauharnais auf dem Feldzug nach Russland und beobachtete die Schlacht von Borodino. Er beschrieb die Situation nach der Schlacht mit den Worten:

„Bluttriefend schleppten sich die Soldaten aus dem Kampfe, an vielen Stellen war das Feld mit Leichen bedeckt; was ich an Verwundungen und Verstümmelungen an Menschen und Pferden an diesem Tag gesehen, ist das Gräßlichste, was mir je begegnete, und läßt sich nicht beschreiben.“

Albrecht Adam verdichtete seine Eindrücke später zu dem 1840 entstandenen Gemälde des verlassenen Schlachtfeldes Nach der Schlacht (im Museum Georg Schäfer) mit sterbendem und reiterlosem Pferd, gefallenem Soldaten und zwei Soldaten, die sich um verwundete Kameraden kümmern.
Es gibt gleichlautende authentische Berichte, dass Napoleon nach der Schlacht mit seinem Anhang über die Felder ritt, um persönlich dafür zu sorgen, dass die Verwundeten beider Seiten gleichermaßen versorgt wurden.

## Nachwirkung
Eine ausführliche und realitätsnahe Beschreibung des Schlachtgeschehens findet sich in Tolstois Roman Krieg und Frieden (1868–1869; Band III, 2. Teil, Kap. XIX–XXXIX). Auch andere russische Künstler wie Tschaikowski, Puschkin und Lermontow haben sich mit dem Thema befasst. In Theodor Fontanes Roman Vor dem Sturm (1878, 3. Band 11. Kapitel) findet sich eine Schlachtschilderung aus der Perspektive eines Mitglieds der Brigade Thielmann.
Nach der Schlacht wurde eine 1814 in Bessarabien gegründete Siedlung Budschak benannt, die als Dorf Nummer 1 mit deutschen Auswanderern in dem Landstrich entstanden war. Zar Alexander I. hatte in einem Manifest von 1813 deutsche Kolonisten ins Land gerufen, um die neu gewonnenen Steppengebiete, die er im Russisch-Türkischen Krieg den Türken abgerungen hatte, zu kultivieren.
Zum 100. Jahrestag der Schlacht von Borodino 1912 schuf Franz Roubaud ein monumentales Panoramagemälde der Schlacht, das seit 1962 in einem eigens dafür errichteten Rundbau (Panoramamuseum der Schlacht von Borodino) am Kutusowski-Prospekt in Moskau ausgestellt ist.